# أوكلاهوما سيتي ثاندر
أوكلاهوما سيتي ثاندر (بالإنجليزية: Oklahoma City Thunder) هو نادي كرة سلة من أوكلاهوما سيتي، أوكلاهوما، الولايات المتحدة الأمريكية. تأسس عام 1967.في مدينة سياتل. وكان اسم النادي سياتل سوبرسونيكس حتى عام 2008 عند صدور قرار النقل إلى مدينة أوكلاهوما يلعب في الدوري الأمريكي لكرة السلة للمحترفين (NBA)، في مجموعة الشمال الغربي، بالمنطقة الغربية (Western Conference).رغم أنه من الوسط الغربي إلا أن قرار نقله الحديث من مدينة سياتل إلى أوكلاهوما سيتي جعله ضمن فرق الشمال الغربي. ملعبه الحالي هو أوكلاهوما سيتي أرينا بمدينة أوكلاهوما. ألوان الفريق هي الأخضر والذهبي. تصدر الفريق مجموعته ستة مرات، كما فاز بالمنطقة ثلاثة مرات منها. وفاز بالدوري الأمريكي مرة واحدة.

## بطولات الفريق
فاز مرة واحدة ببطولة الدوري الأمريكي لكرة السلة للمحترفين في العام: 1979.

## الانتقال إلى أوكلاهوما وتغيير اسم النادي
يذكر ان مالك سياتل سوبرسونيكس، كلاي بينيت نقل الفريق إلى مسقط رأسه أوكلاهوما عام 2008 واطلق عليه أوكلاهوما سيتي ثاندر رغم اعتراض مدينة سياتل.

### قرار النقل
وافقت رابطة الدوري الاميركي للمحترفين في كرة السلة الجمعة وبغالبية 28 صوتا مقابل اعتراضين على انتقال فريق سوبر سونيكس من مدينة سياتل إلى أوكلاهوما الموسم المقبل.
وتقدم مالك الفريق كلاي بينيت بطلب نقل سياتل سوبر سونيكس من سياتل إلى مسقط رأسه أوكلاهوما حيث بإمكانه ان يلعب اعتبارا من الموسم المقبل في حال توصل إلى اتفاق مع ملعب «كي ارينا» الذي يشغله الفريق حاليا، لان الطرفين مرتطبان بعقد يمتد لعامين اضافيين.
وصوت مالكو الاندية على طلب الانتقال بموافقة 28 منهم مقابل اعتراض مالكي دالاس مافريكس وبورتلاند ترايل بلايزرز.
واعتبر مالك دالاس مارك كيوبين ان ما يثير قلقه هو الانتقال من مدينة كبرى إلى أخرى صغرى ما قد يؤثر على النجاح التسويقي للفريق وهي المخاوف عينها التي عبر عنها مدير رابطة الدوري ديفيد شتيرن، إلا أن الأخير رأى ان خصوصية اوكالاهوما ستؤمن نجاح الحضور الجماهيري إضافة إلى النواحي التسويقية.
والتجأت مدينة سياتل إلى القضاء من اجل اجبار الفريق على البقاء حتى انتهاء عقده مع كي اريناعام 2010، في الوقت الذي يحاول فيه بينيت ان يشتري ما تبقى من هذا العقد لكي يسهل عملية الانتقال وهو قد تقدم بعرض مالي مقداره 26 مليون دولار إلا أن المدينة رفضته وفضلت الاحتكام إلى القضاء الذي سيبت في القضية في 16 حزيران/يونيو المقبل.إلا أن الفريق انتقل إلى أوكلاهوما ووصل إلى نهائي القسم الغربي 2011.

## وصلات خارجية
- الموقع الرسمي